# Alexandru Grigoraș
Alexandru Grigoraș (n. 5 iulie 1989, România) este un fotbalist român aflat sub contract cu Săgeata Năvodari. A debutat la Callatis Mangalia, un club de cel mai jos nivel în fotbalul românesc. A fost adus la Pandurii, un club de Liga I, de tatăl său, Petre Grigoraș, care era antrenor la vremea aceea. A semnat cu Rapid, dar a părăsit formația giuleșteană după ce a retrogradat în eșalonul secund și s-a mutat la Săgeata Năvodari.

## Legături externe
- Profilul lui Alexandru Grigoraș pe Soccerway